# فلیکس باش
فلیکس باش (انگلیسی: Felix Basch؛ ۱۶ سپتامبر ۱۸۸۵ – ۱۷ مه ۱۹۴۴) هنرپیشه و کارگردان اهل اتریش بود.
از فیلم‌های او می‌توان به هیچ‌کس نخواهد گریخت اشاره کرد.